# Aïn Mellouk
Aïn Mellouk (în arabă عين ملوك) este o comună din provincia Mila, Algeria.
Populația comunei este de 14.200 locuitori (2008).